# ФК «КАМАЗ» в еврокубках
Статья о выступлении российского футбольного клуба «КАМАЗ» в еврокубках.
«КАМАЗ» первым из всех не только футбольных, но и спортивных клубов Татарстана вышел на международную арену, сыграв в розыгрыше европейских кубков УЕФА сезона 1996/97 годов.

## Выход в еврокубки
«КАМАЗ» мог дебютировать в Еврокубках ещё в 1995 году. Заняв 6-е место в чемпионате России-94 и, таким образом, получив право заявиться в турнир на Кубок Интертото-95, «КАМАЗ» выступить там не смог, ему было отказано, так как ПФЛ решила не совершать изменений в календаре чемпионата России, которые потребовались бы в связи с участием российских клубов в Кубке Интертото, и дебют отечественных команд в этом турнире был отложен на год. («КАМАЗ» же в качестве компенсации премировался поездкой в Японию на Всемирную студенческую Универсиаду, что потребовало перенести лишь два матча. Участие в Универсиаде под флагом студенческой сборной России стало для «КАМАЗа» уже вторым — в 1993 году была поездка на игры в США.) По итогам чемпионата России-94 «КАМАЗ» мог застолбить за собой прямую путёвку в Кубок УЕФА, и даже попасть в призёры чемпионата: большую часть сезона команда из Набережных Челнов шла на третьем месте вслед за московскими «Спартаком» и «Динамо», но на финише чемпионата результаты команды ухудшились, от пятого места и прямой путёвки в Кубок УЕФА «КАМАЗ» отделили 2 очка.
Через год «КАМАЗ», заняв 9-е место в чемпионате России-1995, снова завоевал право участвовать в еврокубках. Во многом это произошло благодаря тому, что Россия оказалась среди лауреатов рейтинга Fair Play УЕФА, и ей было выделено дополнительное место в Кубке УЕФА (которое по тогдашним правилам в соответствии с итоговой таблицей чемпионата России-1995 получил занявший 6-е место ЦСКА), а места в Кубке УЕФА-Интертото 1996 достались волгоградскому «Ротору» (7-е место), «Уралмашу» Екатеринбург (8-е место) и «КАМАЗу». Причём, в чемпионате России «КАМАЗ» перед заключительным туром занимал 8-е место (опережая «Уралмаш» на 1 очко), но упустил его, сыграв на выезде вничью с новоиспечённым чемпионом России (матч, проходивший во Владикавказе, на тот момент стал самым посещаемым в чемпионатах России, на нём присутствовало по разным данным от 45 до 50 тысяч человек.), а «Уралмаш» свой матч выиграл.

## Общая информация
Всего в Кубке Интертото-96 «КАМАЗ» провёл 6 матчей: 3 дома (на своём стадионе «КАМАЗ») и 3 в гостях (в Чехии, Германии и Франции), одержал 4 победы (самая примечательная из которых – в Мюнхене над клубом «Мюнхен 1860», одну встречу завершил вничью и одну проиграл. Выиграл групповой турнир в свой группе, выйдя в полуфинал, где до выхода в финал не хватило всего нескольких минут.

## Итоговые результаты
| Сезон | Соревнование    | Раунд            | Дата              | Соперник | Соперник        | Домашний матч | Матч в гостях | Общий счёт |
| Сезон | Соревнование    | Раунд            | Дата              | Страна   | Клуб            | Домашний матч | Матч в гостях | Общий счёт |
| ----- | --------------- | ---------------- | ----------------- | -------- | --------------- | ------------- | ------------- | ---------- |
| 1996  | Кубок Интертото | Групповой турнир | 22 июня (1-й тур) | Польша   | ЛКС Лодзь       | 3:0           | —             | 3:0        |
| 1996  | Кубок Интертото | Групповой турнир | 29 июня (2-й тур) | Чехия    | Каучук (Опава)  | —             | 2:1           | 2:1        |
| 1996  | Кубок Интертото | Групповой турнир | 13 июля (4-й тур) | Болгария | Спартак (Варна) | 2:2           | —             | 2:2        |
| 1996  | Кубок Интертото | Групповой турнир | 20 июля (5-й тур) | Германия | Мюнхен 1860     | —             | 1:0           | 1:0        |
| 1996  | Кубок Интертото | 1/2 финала       | 27 июля           | Франция  | Генгам          | 2:0           | —             | 2:4        |
| 1996  | Кубок Интертото | 1/2 финала       | 31 июля           | Франция  | Генгам          | —             | 0:4 (д.в.)    | 2:4        |

## Результаты против клубов разных стран
По состоянию на 31 июля 1996 года
| Страна          | М | В | Н | П | МЗ | МП | РМ | Сезон |
| --------------- | - | - | - | - | -- | -- | -- | ----- |
| БОЛГАРИЯ        | 1 | 0 | 1 | 0 | 2  | 2  | 0  |       |
| Спартак (Варна) | 1 | 0 | 1 | 0 | 2  | 2  | 0  | 1996  |
| ГЕРМАНИЯ        | 1 | 1 | 0 | 0 | 1  | 0  | +1 |       |
| Мюнхен 1860     | 1 | 1 | 0 | 0 | 1  | 0  | +1 | 1996  |
| ПОЛЬША          | 1 | 1 | 0 | 0 | 3  | 0  | +3 |       |
| ЛСК Лодзь       | 2 | 1 | 1 | 0 | 3  | 0  | +3 | 1996  |
| ФРАНЦИЯ         | 2 | 1 | 0 | 1 | 2  | 4  | -2 |       |
| Генгам          | 2 | 1 | 0 | 1 | 2  | 4  | -2 | 1996  |
| ЧЕХИЯ           | 1 | 1 | 0 | 0 | 2  | 1  | +1 |       |
| Каучук Опава    | 1 | 1 | 0 | 0 | 2  | 1  | +1 | 1996  |

## Итоговая статистика
По состоянию на 31 июля 1996 года:
| Турнир          | Матчи | Победы | Ничьи | Поражения | Забито | Пропущено | Разница мячей |
| --------------- | ----- | ------ | ----- | --------- | ------ | --------- | ------------- |
| Кубок Интертото | 6     | 4      | 1     | 1         | 10     | 7         | +3            |
| Итого           | 6     | 4      | 1     | 1         | 10     | 7         | +3            |

## Участники матчей
Игроки ФК «КАМАЗ», выходившие на поле в матчах Кубка Интертото-1996.
| Игрок                           | Игр | Голов |
| ------------------------------- | --- | ----- |
| Алексаненков, Андрей Николаевич | 2   | 0     |
| Аш-Шагран, Бадран               | 3   | 0     |
| Аш-Шебат, Аднан                 | 1   | 0     |
| Бабенко, Алексей Анатольевич    | 5   | 3     |
| Барышев, Владимир Леонидович    | 6   | 0     |
| Варламов, Евгений Владимирович  | 5   | 0     |
| Винников, Иван Викторович       | 5   | 1     |
| Джишкариани, Михаил Дмитриевич  | 6   | 1     |
| Евдокимов, Роберт Геннадьевич   | 6   | 1     |
| Ефремов, Евгений Борисович      | 6   | 0     |
| Захарчук, Платон Платонович     | 6   | -7    |
| Заярный, Владимир Анатольевич   | 4   | 2     |
| Зубков, Владислав Викторович    | 6   | 0     |
| Клонцак, Владимир Ярославович   | 6   | 2     |
| Прыгунов, Павел Владимирович    | 5   | 0     |
| Тихонов, Игорь Николаевич       | 1   | 0     |
| Тропанец, Борис Яковлевич       | 4   | 0     |
| Югрин, Эдуард Анатольевич       | 5   | 0     |